# Бєлов Ігор Ігорович
Ігор Ігорович Бєлов (народ. 6 квітня 1983, Київ, УРСР) — український скульптор, яскравий представник нової хвилі сучасного мистецтва. Створив серію бюстів видатних наукових, політичних та інших діячів України. Працює у власній заміській майстерні над соціальними та комерційними проектами, вважає себе вільним художником. 

## Біографія
Народився в Києві 6 квітня 1983 року. Мати — Бєлова Марія Василівна (1953) — архітектор, батько — Бєлов Ігор Дмитрович (1949) — доцент, викладач КНУБА, інженер ПГС. Талант скульптора, на думку матері, успадкував від бабусі Стрельцової Віри Михайлівни (1923). Ліпити почав з тієї миті, коли до рук потрапив пластилін. Мама відвела його в шестирічному віці до Будинку піонерів, щоб Ігор займався ліпленням і танцями. Паралельно він починає вчитися в музичній школі № 19 м. Києва (фортепіано).
В 10 років він вступає до Державної художньої середньої школи ім. Т. Г. Шевченка, тому що навчання там починають діти лише з 5-ого класу. З 11-ти років Ігор Бєлов починає займатися спортом, записується до секції з карате. А з 12-ти років серйозно зацікавлюється бодібілдингом, не задоволений власною статурою. В 1999 році успішно закінчує музичну школу, але грає і по сьогоднішній день лише у родинному колі. Через рік вступає до школи рукопашного бою «Гермес», але за рік її полишає, повністю присвячуючи себе мистецтву. В 2001 році успішно закінчує художню школу і вступає до Національної Академії Образотворчого мистецтва та Архітектури (НАОМА) на відділення скульптури. Після успішного закінчення Академії та блискучого захисту дипломної роботи, Ігор Бєлов працює в пластиліні, глині, воску, гіпсі, бронзі, дереві, а також опановує камінь (піщаник, граніт, мармур). Самотужки будує заміський будинок і відкриває там власну майстерню. Одружений, дружину звуть Радмилою, синів Радмиром та Прохором. 

## Творчість
Скульптор не часто бере участь у виставках, але, наприклад, його скульптура «Срібна акула» перемогла у щорічному конкурсі підводних зображень (Київ, 02.06.2007).
Серед робіт скульптора Ігора Бєлова багато бюстів визначних діячів науки та культури, популярних політичних та громадських діячів:
- Блаженніший Митрополит Володимир
- Митрополит Борис (Вік)
- Академік  Мартиненко І. І.
- Патріарх Кирило
- Академік Скороходько А. К.
- Академік Табачник Дмитро Володимирович
- Професор Суліма Євген Миколайович
- Професор Жербін М. М.
- Доцент Сирота Михайло Дмитрович
- Василь Вірастюк

З 2016 року до сьогодні скульптор працює на циклом бюстів для алеї слави університету НУБіП. Вже розміщені на цій алеї наступні роботи Ігора Бєлова:
- Академік Богданов Григорій Олексанрович
- Професор Сльозкін Петро Родіонович
- Професор Погребняк Петро Степанович
- Академік Скороходько Антон Каленикович
- Академік  Мартиненко І. І.

## Цікаві факти
1. Разом зі своєю майбутньою дружиною брав участь в програмі «Як вийти заміж» з Анфісою Чеховою / Випуск № 9 (19.08.2011)
2. Для дипломного проекту в Академії Мистецтв молодий скульптор обрав фігуру найсильнішого українця — Василя Вірастюка, але ліпив його виключно з фотографій. Ігор Бєлов запросив спортсмена приїхати на захист своєї дипломної роботи і той з радістю погодився.
3. Брав участь у проекті «Work it aut», організованому компанією «Бізнес молодість», випуски № 2 та № 6 2012 року.
4. В журі щорічного конкурсу підводних зображень в 2007 році був сам Андре Лабан — друг і соратник всесвітньо відомого мореплавця і дослідника Жака-Іва Кусто. Саме тоді першого призу була удостоєна скульптура Ігоря Бєлова під назвою «Срібна акула».
5. В 2009 році Ігор Бєлов був нагороджений орденом Преподобного Нестора-Літописця за особливі заслуги перед церквою (за створену серію бюстів видатних церковних діячів).[1]